# 学館院
学館院（がっかんいん）は、大学寮に付属する大学別曹の一つである。
なお『日本文徳天皇実録』には、「学宦院」、『伊呂波字類抄』には「学官院」と表記されている。

## 概要
学館院は承和14年（847年）嵯峨天皇の太皇太后橘嘉智子と右大臣橘氏公によって平安京の右京二条西大宮大路に創建され､康保元年（964年）には大学別曹として公認された。しかし､もともと財政基盤が脆弱だったうえ､橘氏の没落によって衰退していった。
しかし、橘氏と縁戚関係にあった藤原氏が是定として相続した。12世紀には既に荒廃していたが､付属の荘園群や地方官への推薦権（年挙）は中世まで残り、学館院別当の称号も名誉職として残った。